# 나쁜 버릇
《나쁜 버릇》(스페인어: Entre tinieblas)은 1983년 개봉한 스페인의 블랙 코미디 영화이다. 페드로 알모도바르가 감독과 각본을 맡았다.

## 출연

### 주연
- 카르멘 마우라
- 마리사 파레데스
- 크리스티나 산체즈 파스쿠알
- 줄리에타 세라노

### 조연
- 윌 모어
- 로라 세페다
- 미구엘 주니거
- 메리 카릴로
- 리너 카나레야스
- 마누엘 자르조
- 커스 램프리브
- 에바 시바
- 세실라 로스
- 루벤 토비아스
- 콘차 그레고리
- 페드로 알모도바르
- 베르타 리아자
- 루이사 가바사
- 카멘 기랄트
- 카르멘 루한
- 앨리시아 곤잘레스
- 미구엘 몰리나
- 루치아노 베리아투아
- 어구스틴 알모도바르
- 루시아 보세
- 카를로스 가르시아
- 타데오 빌라바 히조

## 기타
- 미술: 로만 아랑고
- 미술: 핀 모라레스
- 세트: 로만 아랑고
- 세트: 핀 모라레스
- 의상: 프란시스 몬데시노스
- 의상: 테레사 니에토
- 의상: 페리스